# Scarus rubroviolaceus
Scarus rubroviolaceus là một loài cá biển thuộc chi Scarus trong họ Cá mó. Loài này được mô tả lần đầu tiên vào năm 1847.

## Từ nguyên
Từ định danh của loài được ghép bởi hai từ trong tiếng Latinh: ruber ("đỏ") và violaceus (tím), hàm ý có lẽ đề cập đến màu sắc viền trên vảy cá đực.

## Phạm vi phân bố và môi trường sống
S. rubroviolaceus có phạm vi phân bố rộng khắp khu vực Ấn Độ Dương - Thái Bình Dương, và mở rộng đến Đông Thái Bình Dương.
Từ vịnh Oman, S. rubroviolaceus được ghi nhận dọc theo bờ biển bờ biển phía nam bán đảo Ả Rập và Đông Phi đến Nam Phi, bao gồm Madagascar và tất cả các đảo quốc và quần đảo thuộc Ấn Độ Dương, cũng như bờ biển phía nam Ấn Độ và Tây Úc.
Từ biển Andaman, S. rubroviolaceus xuất hiện tại nhiều vùng biển thuộc Đông Nam Á; ngược lên phía bắc đến vùng biển phía nam Nhật Bản (và cả quần đảo Ogasawara); mở rộng sang phía đông đến hầu hết các đảo quốc và quần đảo thuộc châu Đại Dương (bao gồm cả quần đảo Hawaii, nhưng không được ghi nhận tại quần đảo Australes và Rapa Iti), xa nhất là đến quần đảo Line; giới hạn phía nam đến đảo Lord Howe và bờ đông Úc.

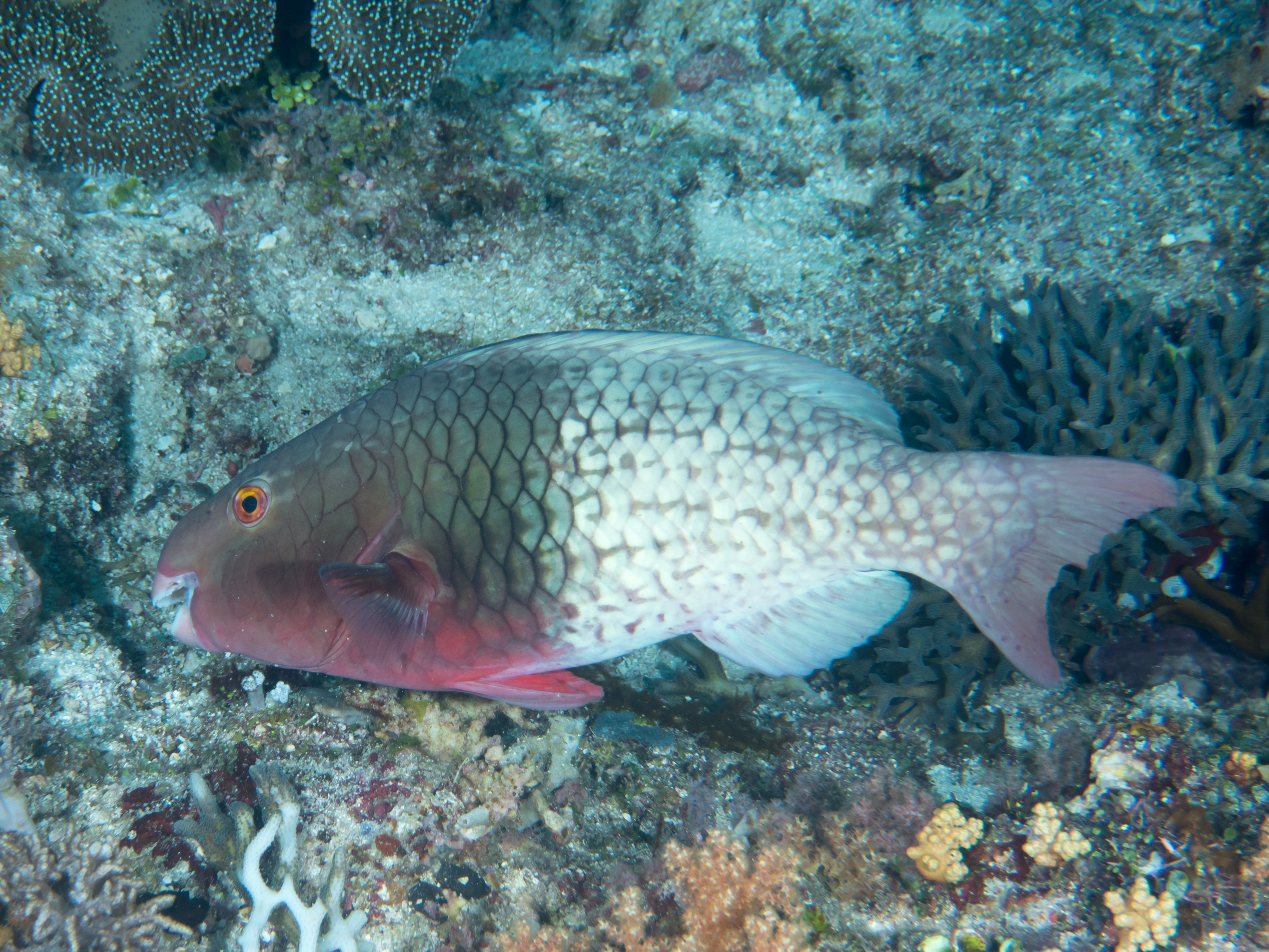
S. rubroviolaceus cái với hai màu rõ rệt

Ở Đông Thái Bình Dương, từ vịnh California, S. rubroviolaceus được tìm thấy dọc theo đường bờ biển Trung Mỹ đến Ecuador, bao gồm tất cả các hải đảo ngoài khơi.
Môi trường sống của S. rubroviolaceus là các rạn san hô viền bờ, thường được nhìn thấy ở khu vực có nền đáy đá vụn, đá cuội hoặc san hô, độ sâu đến ít nhất là 36 m.

## Mô tả
S. rubroviolaceus có chiều dài cơ thể tối đa được biết đến là 70 cm. S. rubroviolaceus có mõm dốc, thẳng đứng ở cả hai giới, là đặc điểm của loài này. Vây đuôi của cá đực lõm sâu hơn ở cá cái, tạo thành hình lưỡi liềm. Cá đực và cá cái thường có răng nanh ở phía sau phiến răng của hàm trên.
Cá cái màu nâu đỏ hoặc nâu xám, ửng đỏ hơn ở vùng dưới đầu và bụng, cũng như các vây. Đầu và thân trước thường sẫm màu hơn thân sau. Nhiều cá thể cái có nửa thân sau là màu trắng. Phiến răng màu trắng.
Cá đực có màu xanh lục lam. Mõm màu tím xám. Vảy có viền màu cam pha hồng (sẫm tím khi được quan sát dưới nước). Rìa môi trên có vệt sọc màu hồng cam. Bên trên vệt này là một dải màu xanh lục. Dưới cằm cũng có hai vệt màu lục với một vệt màu hồng cam nằm giữa, những vệt xanh này kéo dài ra sau đến dưới mắt. Phiến răng màu lục lam. Vây lưng và vây hậu môn cùng hai thùy đuôi có dải viền xanh lam.
Cá con có các dải sọc ngang màu trắng và nâu xanh lục xen kẽ, lốm đốm các chấm trắng.
Số gai vây lưng: 9; Số tia vây ở vây lưng: 10; Số gai vây hậu môn: 3; Số tia vây ở vây hậu môn: 9; Số tia vây ở vây ngực: 14–16.

## Sinh thái học

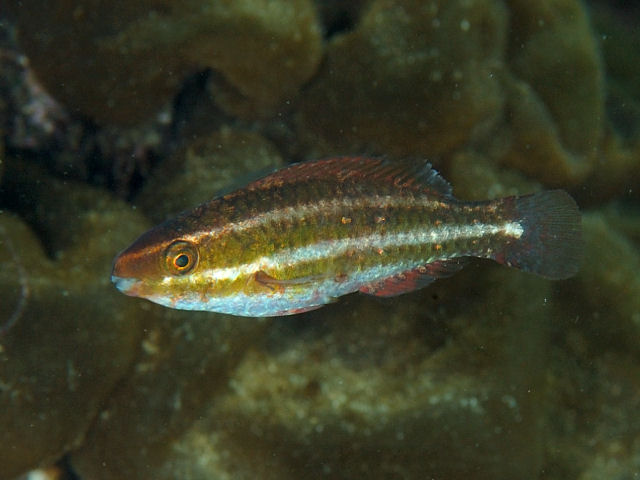
Cá con

Thức ăn của S. rubroviolaceus chủ yếu là tảo. Chúng có thể sống đơn độc hoặc theo cặp, nhưng cũng có thể hợp thành đàn lớn với khoảng 300–400 cá thể. Cá đực có thể sống theo chế độ hậu cung, gồm nhiều con cái cùng sống trong lãnh thổ của nó.
Tuổi thọ tối đa được ghi nhận ở S. rubroviolaceus là 20 năm tuổi. S. rubroviolaceus là một loài lưỡng tính tiền nữ, tức cá đực là từ cá cái chuyển đổi giới tính mà thành.

## Thương mại
S. rubroviolaceus được đánh bắt để làm thực phẩm, chủ yếu được đánh bắt thủ công.
Loài này đang bị đánh bắt tận diệt ở nhiều khu vực trong phạm vi của chúng, và môi trường sống của loài này cũng đang bị hủy hoại. Đã có những bằng chứng về sự suy giảm quần thể của S. rubroviolaceus ở Indonesia, Philippines và quần đảo Solomon. Tại Hawaii, loài này đang dần biến mất do nạn săn cá bằng giáo vào ban đêm.